# Kleinenzersdorf
Kleinenzersdorf ist eine Ortschaft und eine Katastralgemeinde der Gemeinde Pölla im Bezirk Zwettl in Niederösterreich.

## Geschichte
Laut Adressbuch von Österreich waren im Jahr 1938 in Kleinenzersdorf ein Müller und einige Landwirte ansässig.

## Siedlungsentwicklung
Zum Jahreswechsel 1979/1980 befanden sich in der Katastralgemeinde Kleinenzersdorf insgesamt 19 Bauflächen mit 9.954 m² und 26 Gärten auf 27.500 m², 1989/1990 gab es 26 Bauflächen. 1999/2000 war die Zahl der Bauflächen auf 64 angewachsen und 2009/2010 bestanden 26 Gebäude auf 65 Bauflächen.

## Bodennutzung
Die Katastralgemeinde ist landwirtschaftlich geprägt. 74 Hektar wurden zum Jahreswechsel 1979/1980 landwirtschaftlich genutzt und 48 Hektar waren forstwirtschaftlich geführte Waldflächen. 1999/2000 wurde auf 73 Hektar Landwirtschaft betrieben und 48 Hektar waren als forstwirtschaftlich genutzte Flächen ausgewiesen. Ende 2018 waren 68 Hektar als landwirtschaftliche Flächen genutzt und Forstwirtschaft wurde auf 50 Hektar betrieben. Die durchschnittliche Bodenklimazahl von Kleinenzersdorf beträgt 28,7 (Stand 2010).